# Trio Enescu
Das Trio Enescu wurde 2011 in Frankfurt am Main gegründet und beruft sich in seiner Namensgebung auf den rumänischen Komponisten George Enescu. Das Trio steht seit 2013 bei der Plattenfirma GENUIN Classics Recording Group unter Vertrag. Innerhalb kürzester Zeit nach der Gründung wurde das Trio mit dem ersten Preis im internationalen Kammermusikwettbewerb Helexpo in Thessaloniki und dem Preis der Brahms-Gesellschaft Österreich ausgezeichnet.

## Ausbildung
Die prägenden Lehrer des Trios waren das Alban Berg Quartett und Harald Schoneweg (Cherubini-Quartett), in deren Klassen sie ihr Aufbaustudium an der Hochschule für Musik und Tanz in Köln absolvierten. Weitere wichtige künstlerische Impulse erhielt das Trio durch die Zusammenarbeit mit Paul Badura-Skoda und Paul Dan.

## Mitglieder

### Gabrielė Gylytė
Die litauische Pianistin lernte am Nationalen Kunstgymnasium M. K. Čiurlionis und erwarb 2002 mit Auszeichnung einen Abschluss an der litauischen Staatsakademie für Musik und Theater als Solistin, Musiklehrerin, Kammermusikerin und Liedbegleiterin bei Petras Geniušas. Während des Studiums nahm sie an verschiedenen Meisterkursen teil, u. a. bei Christopher Elton, Patrick O’Byrne, Peter Eicher, Lazar Berman, Bryce Morrison und John Lill.
Ab 2003 studierte sie in Frankfurt am Main und empfing interpretatorische Impulse von Lev Natochenny. Im Jahr 2009 schloss Gabrielė Gylytė ihr Studium an der Musikhochschule Frankfurt mit Diplom ab, im Jahr 2012 folgte das Konzertexamen an der Musikhochschule Mannheim bei Paul Dan im Fach Kammermusik.

### Alina Armonas-Tambrea
Alina Armonas, Schwester des Schauspielers Sabin Tambrea, erhielt ihren ersten Geigenunterricht im Alter von 4 Jahren. 1995 wurde sie in die Meisterklasse von Rosa Fain an der Robert Schumann Hochschule in Düsseldorf aufgenommen, setzte ihr Studium 1998 bei Viktor Tretyakov an der Hochschule für Musik und Tanz in Köln fort und schloss es 2003 mit Bestnote ab. Meisterkurse bei Thomas Brandis, Igor Ozim und Stefan Gheorghiu vertieften ihre Studien. Schon in frühen Jahren wurden Alina Armonas-Tambrea Preise zugesprochen, u. a. beim internationalen Violinwettbewerb „Jeunesses Musicales“ in Belgrad und bei „Jugend Musiziert“ auf Bundesebene. Auftritte als Solistin des Warschauer Symphonie Orchesters, der Deutschen Kammerakademie, der Südwestfälischen Philharmonie und anderen führten sie in viele Länder Europas. Von 2007 bis 2010 war Alina Armonas in der Position des stellvertretenden Konzertmeisters am Staatstheater Darmstadt tätig und unterrichtet seit 2010 als Dozentin für Violine und Kammermusik an der Akademie für Tonkunst. Sie spielt auf einer Violine von Gaetano Guadagnini (1796).

### Edvardas Armonas
Dem in Litauen geborenen Cellisten Edvardas Armonas (* 1978) wurden bereits früh bedeutende Auszeichnungen wie der „Landgraf von Hessen – Preis“ in Kronberg zugesprochen. Daraufhin wurde Edvardas Armonas der erste Stipendiat der „Rostropowitsch-Cello-Stiftung“. Hinzu kommen bedeutende Preise bei internationalen Wettbewerben, so der Grand Prix des Wettbewerbs „B. Heran“ in Tschechien, der 3. Preis im Cello-Wettbewerb in Liezen und viele andere. Seine Studien begann Edvardas Armonas bei Rimantas Armonas an der Litauischen Musikakademie in Vilnius, setzte sie an der Musikhochschule Köln bei Frans Helmerson fort und schloss dort sein Diplom, sowie sein Konzertexamen mit Auszeichnung ab. Ein Auslandsstudium am „Conservatoire National Superieur de Paris“ bei Philipp Muller ergänzte seine Ausbildung.
Meisterkursen bei Mstislav Rostropovitsch, Daniil Shafran, David Geringas, Yo-Yo Ma und Arto Noras verdankt er weitere künstlerische Impulse. Als Solist und Kammermusiker konzertierte er u. a. beim Schleswig-Holstein Musik Festival gemeinsam mit Baiba Skride und Kristjan Järvi, beim Usedomer Festival, dem Allegro Musikfest im Taunus und dem „Festival Alexandre Paley et ses Amis“ in Moulin d`Andé. Seine Konzertreisen führten ihn durch ganz Europa, nach Japan und in die USA. 2008 erschien seine Debüt-CD mit Werken von J. Brahms, R. Schumann und C. Franck. Edvardas Armonas wurde 2011 zum Jury-Mitglied des „Prinzessin Margaret von Hessen“ – Wettbewerbs in Darmstadt berufen.

## Konzerte und Management
Seit 2011 tritt das Trio Enescu im In- und Ausland auf. Neben zahlreichen Konzerten u. a. im Beethoven-Haus Bonn, in der Alten Oper in Frankfurt, im Friedrich-von-Thiersch-Saal im Kurhaus Wiesbaden und in der Vilniusser Philharmonie trat das Trio Enescu in der Izumi Hall in Osaka, Japan auf. 2015 gaben die drei Künstler ihr Debüt beim Rheingau Musik Festival.
Das Trio Enescu wurde vom ARCANO Künstlersekretariat in Köln vertreten.

## Auflösung
Am 7. Mai 2017 gab das Trio Enescu, auf ihrer Facebook-Seite bekannt, dass sie sich nach 5 Jahren erfolgreicher Arbeit aufgelöst haben.

## Diskografie
Die Debüt-CD des Trio Enescu mit Werken von Enescu und Fauré erschien 2014 bei dem Label GENUIN Classics.